# Ernest Le Vampire
Ernest Le Vampire (No Brasil: Ernest, O Vampiro) foi uma animação francesa, exibida no Brasil pela TV Cultura, através do programa Glub-Glub. Foi exibido também pela TVE do Rio de Janeiro em meados nos anos 1990.

## Enredo
A animação consistia em pesadelos do vampiro Ernest. Ernest é um vampiro com dificuldades em amedrontar as pessoas, bem inseguro e covarde. Seus pesadelos são surreais e assombrosos, sempre com finais perturbadores. No final dos episódios, ele desperta em seu caixão, assustado, e volta a dormir.

## Lista de episódios

### 1ª Temporada
1. Le premier rendez-vous d'Ernest
2. Ernest déjeune
3. Ernest va aux cabinets
4. Les dents d'Ernest
5. Portraits de famille
6. Ernest et le fantôme
7. Ernest musicien
8. Ernest fait le ménage
9. Ernest jardinier
10. Ernest prend son bain
11. Le réveillon d'Ernest
12. Ernest peintre
13. Ernest patineur

### 2ª Temporada
014. Les nouvelles canines d'Ernest

015. Ernest et l'œuf

016. Ernest en ballon

017. Ernest couvreur

018. Ernest et la taupe

019. Ernest prestidigitateur

020. Ernest et le château de cartes

021. Ernest nettoie les oubliettes

022. Ernest et l'aspirateur

023. Ernest décroche la lune

024. Ernest et son reflet

025. Ernest et l'escalier

026. Ernet marionnettiste

027. Ernest joue à cache-cache

028. Ernest et le photographe

029. Ernest fait la lessive

030. Ernest et le papier peint

031. Ernest veut mincir

032. Ernest et la bibliothèque

033. Ernest fait des crêpes

034. Ernest et la pipe du grand-père

035. Ernest pêche à la ligne

036. Ernest sculpteur

037. Ernest paléontologue

038. Ernest soigne sa calvitie

039. Ernest et la machine à coudre

040. Ernest enrhumé

041. Ernest et les gargouilles

042. Ernest et le couvercle du cercueil

043. Ernest et le coffre à jouets

044. Ernest horloger

045. Ernest fait du body-building

046. Ernest et les fausses dents

047. Ernest fait du camping

048. Ernest et le costume neuf

049. Ernest et l'automate

050. Ernest et le pivert

051. Ernest et le chauffage central

052. Ernest et les citrouilles

053. Ernest et la momie

054. Ernest et le vase

055. Ernest et les plantes vertes

056. Ernest et la belle inconnue

057. Ernest et le petit train

058. Ernest et le labyrinthe

059. Ernest et les grenouilles

060. Ernest et la sorcière

061. Ernest et la plante carnivore

062. Ernest et l'ail

063. Ernest remplace son cercueil

064. Ernest et le croque-vampire

065. Ernest et l'extra-terrestre

066. Ernest et le tricot

067. Ernest et les touristes

068. Ernest et le déluge

069. Ernest et son rival

070. Ernest se dispute

071. Ernest Holmes

072. Ernest fait du char à voile

073. Ernest a le hoquet

074. Ernest photographe

075. Ernest et le château de sable

076. Ernest et les ombres chinoises

077. Ernest a une sciatique

078. Ernest bûcheron

079. Ernest et le tome deux

080. Ernest et la tempête de neige

081. Ernest ramoneur

082. Ernest plombier

083. Ernest et le loup-garou

084. Ernest et les dentiers

085. Docteur Ernest & Mister Hideux

086. Ernest et le chaton

087. Ernest et la porte des enfers

088. Ernest danseur de claquettes

089. Les oreilles d'Ernest

090. Ernest et le coq

091. Ernest a mal aux dents

092. Ernest et son ombre

093. Ernest fait la sieste

094. Les mille et une nuits d'Ernest

095. Ernest et le trésor

096. Ernest et l'élixir de jouvence

097. Ernest et les corbeaux

098. Ernest voyage dans le temps

099. Ernest et les interupteurs

100. Ernest et le pont-levis

101. Ernest et les voisins

102. Ernest et le vaisseau fantôme

103. Ernest émigre

104. Ernest vampire d'acier

105. Ernest et le parquet ciré

106. Ernest spéléologue

107. Ernest et le concurrent sidéral

108. Le Noël d'Ernest

109. Ernest et l'ascenseur

110. Ernest va à la ville

111. Ernest et le corbillard

112. Ernest et le chewing-gum

113. Ernest et la bande dessinée

114. Ernest et l'imposteur

115. Ernest et le moulin

116. Ernest et le téléphone

117. Ernest et le moustique

## Disponibilidade
Existem dois DVDs, não lançados no Brasil, que compilam toda a série. Estão em Região 2 (padrão da Europa), e possuem áudio em inglês, em Dolby 1.0.